# Betty Edwards
Betty Edwards (nascida em 26 de junho de 1926, em San Francisco, California) é uma arte-educadora norte-americana e escritora, conhecida principalmente por seu livro Desenhando com o Lado Direito do Cérebro, publicado originalmente em 1979.
Ela ensinou e pesquisou na California State University, até se aposentar no final da década de 1990. Após, fundou o Center for the Educational Applications of Brain Hemisphere Research.
As principais publicações de Betty Edwards incluem:
- Drawing on the Right Side of the Brain, 1979 (revisado e reimpresso em 1989 e 1999);
- Drawing on the Artist Within, 1986;
- Drawing on the Right Side of the Brain Workbook, 1998;
- Color: Mastering the Art of Mixing Colors, 2004.

Drawing on the Right Side of the Brain permaneceu como seu principal livro, usado como texto padrão em muitas escolas de arte, e foi traduzido e publicado em muitas linguas, como francês, espanhol, alemão, e japonês. Sua empresa, que tem o mesmo nome do livro, desenvolve material didático ligado ao método.
Toda a sua experiência como professora foi em arte: desenho, pintura, história da arte, treinamento de professores de arte, e teoria da cor. Além de ministrar seminários ao redor do mundo, ela também faz consultorias de negócios junto a importantes corporações internacionais para desenvolver soluções criativas.

## Teoria sobre desenho e funções do cérebro
Edwards usou as descobertas de pesquisas sobre o cérebro, que mostram que os hemisférios cerebrais tem funções diferentes. Ela propõe exercícios que tentam mostrar a habilidade criativa do lado direito do cérebro, oposto às habilidades analíticas e lógicas do lado esquerdo do cérebro. Alguns consideram que essa base teórica tem elementos pseudo-científicos.